# Граф де Кастронуэво

Герб муниципалитета Кастронуэво, провинция Самора, автономное сообщество Кастилия-Леон

Граф де Кастронуэво — испанский дворянский титул. Он был создан 30 января 1624 года королем Испании Филиппом IV для Кристобаля Порреса и Энрикеса де Сотомайора.
Сеньория де Кастронуэво ведет своё начало с 1391 года, когда её первым владельцем стал Педро Гомес де Поррес, 1-й сеньор де Кастронуэво. Последним (10-м) сеньором де Кастронуэво был Хосе де Поррес и Энрикес, 2-й граф де Кастронуэво и 1-й маркиз де Кинтана-дель-Марко.
Название графского титула происходит от названия муниципалитета Кастронуэво, провинция Самора, автономное сообщество Кастилия-Леон.

## Графы де Кастронуэво
| I     | Кристобаль Поррес и Энрикес де Сотомайор             | 1624 — ?               |
| II    | Хосе де Поррес и Энрикес                             | ? — ?                  |
| III   | Франсиска Энрикес де Поррес                          | ? — ?                  |
| IV    | Мария Петронилла Ниньо де Поррес и Энрикес де Гусман | ? — ?                  |
| V     | Мартин Доминго де Гусман и Ниньо                     | ? — 1722               |
| VI    | Себастьян Антонио Доминго де Гусман и Спинола        | 1722-1757              |
| VII   | Хосе Мария де Гусман и Велес де Гевара               | 1757 — 1781            |
| VIII  | Диего Вентура де Гусман и Фернандес де Кордова       | 1781-1805              |
| IX    | Диего Исидро де Гусман и де ла Серда                 | 1805-1849              |
| X     | Карлос Луис де Гусман и де ла Серда                  | 1849-1880              |
| XI    | Хосе Райниеро де Гусман и де ла Серда                | 1881-1891              |
| XII   | Хуан Баутиста де Гусман и Кабальеро                  | 1891-1895              |
| XIII  | Мария дель Пилар де Гусман и де ла Серда             | 1895-1901              |
| XIV   | Хуан де Савала и Гусман                              | 1901-1910              |
| XV    | Луис де Савала и Гусман                              | 1910-1915              |
| XVI   | Мария дель Пилар Гарсия-Санчо и Савала               | 1915 — ?               |
| XVII  | Хуан Баутиста Травеседо и Гарсия-Санчо               | ? — 1953               |
| XVIII | Хуан Травеседо и Мартинес де лас Ривас               | 1953-1965              |
| XIX   | Хуан Травеседо и Колон де Карвахаль                  | 1965-2003              |
| XX    | Гонсало Травеседо и Хулия                            | 2003 — настоящее время |

## История графов де Кастронуэво
- Кристобаль де Поррес и Энрикес де Сотомайор, 1-й граф де Кастронуэво, 9-й сеньор де Кастронуэво, сеньор де Кинтана-дель-Марко.

1. Супруга — Марианна де Могика и Веласко. Ему наследовал его сын:

- Хосе де Поррес и Энрикес, 2-й граф де Кастронуэво, 1-й маркиз де Кинтана-дель-Марко.

1. Супруга — Констанса де Ороско. Ему наследовала его сестра:

- Франсиска Энрикес де Поррес, 3-я графиня де Кастронуэво, 2-я маркиза де Кинтана-дель-Марко.

1. Супруга — Гарсия Ниньо Кончильос, 2-я графиня де Вильяумброса. Ей наследовала ей дочь:

- Петронилла Ниньо де Поррес и Энрикес дн Гусман, 4-я графиня де Кастронуэво, 3-я маркиза де Кинатан-дель-Марко, 3-я графиня де Вильяумброса.

1. Супруг — Педро Нуньес де Гусман, 3-й маркиз де Монтеалегре. Ей наследовал её сын:

- Мартин Доминго де Гусман и Ниньо[исп.] (1658—1722), 5-й граф де Кастронуэво, 4-й маркиз де Кинтана-дель-Марко.

1. Супруга — Тереза Спинола и Колонна, дочь Паоло Висенсо Спинолы и Дориа, 3-я маркиза де лос Бальбасес. Ему наследовал его сын:

- Себастьян Антонио Доминго де Гусман и Спинола[исп.] (1683—1757), 6-й граф де Кастронуэво, 5-й маркиз де Кинтана-дель-Марко, 6-й граф де лос Аркос.

1. Супруга — Мельчора Велес Ладрон де Гевара, дочь Иньиго Мануэля Велеса Ладрона де Гевары и Тассиса, 10-го графа де Оньяте, 4-го графа де Вильямедьяна, 2-го маркиза де Гевара, 2-го графа де Кампо-Реаль. Ему наследовал его сын:

- Хосе Мария де Гусман и Велес де Гевара[исп.] (1709—1781), 7-й граф де Кастронуэво, 6-й маркиз де Кинтана-дель-Марко, маркиз де Гевара, 7-й граф де лос Аркос, 12-й граф де Оньяте, граф де Вильямедьяна, 4-й граф де Кампо-Реаль.

1. Супруга — Мария Феличе Фернандес де Кордова и Спинола (1705—1748), дочь Николаса Фернандеса де Кордовы Фигероа и Агилар, 10-го герцога де Мединасели, 9-го герцога де Ферия, 10-го герцога де Сегорбе, 11-го герцога де Кардона, 8-го герцога де Алькала-де-лос-Гасулес, 7-го герцога де Лерма, 9-го маркиза де Когольюдо, 6-го маркиза де Монтальна, 9-го маркиза де Прьего, 7-го маркиза де Вильяфранка и графиня де Зафра.
2. Супруга — Вентура Франсиска (Буэнавентура) Фернандес де Кордова Фольк де Кардона Рекесенс и де Арагон (1712—1768), 11-я герцогиня де Сесса, 9-я герцогиня де Баэна, 10-я герцогиня де Сома, 15-я графиня де Кабра, 16-я графиня де Паламос, 10-я графиня де Оливето, 16-я графиня де Тревиньо, графиня де Авеллино, 13-я виконтесса де Иснахар, 25-я баронесса де Бельпуиг. Ему наследовал его сын от первого брака:

- Диего Вентура де Гусман и Фернандес де Кордова[исп.] (1738—1805), 8-й граф де Кастронуэво, 7-й маркиз де Кинтана-дель-Марко, 5-й маркиз де Гевара, 17-й маркиз де Агилар-де-Кампоо, 8-й граф де лос Аркос, 13-й граф де Оньяте, граф де Вильямедьяна, 5-й граф де Кампо-Реаль, граф де Аньовер-де-Тормес, граф де Кастаньеда.

1. Супруга — Мария Исидра де ла Серда и Гусман Манрике де Лара (1742—1811), 19-я герцогиня де Нахера, 14-я графиня де Паредес-де-Нава, 6-я маркиза де ла Лагуна-де-Камеро-Вьехо. Ему наследовал их сын:

- Диего Исидро де Гусман и де ла Серда[исп.] (1776—1849), 9-й граф де Кастронуэво, 20-й герцог де Нахера, 8-й маркиз де Кинтана-дель-Марко, 6-й маркиз де Гевара, 18-й маркиз Агилар-де-Кампоо, 7-й маркиз де ла Лагуна-де-Камеро-Вьехо, 9-й граф де лос Аркос, 14-й граф де Оньяте, граф де Вильямедьяна, 6-й граф де Кампо-Реаль, 15-й граф де Паредес-де-Нава, 17-й граф де Тревиньо, граф де Кастаньеда, граф де Валенсия-де-Дон-Хуан.

1. Супруга — Мария дель Пилар де ла Серда и Марин де Ресенде (1777—1812), дочь Хосе Марии де ла Серды и Сернесио, 5-го герцога де Парсент, и Марии дель Кармен Марин де Ресенде, графини де Бурета.
2. Супруга — Мария Магдалена Кабальеро и Террерос (1790—1865). Ему наследовал его сын от первого брака:

- Карлос Луис де Гусман и де ла Серда (1801—1880), 10-й граф де Кастронуэво, 21-й герцог де Нахера, 9-й маркиз де Кинтана-дель-Марко, 15-й граф де Оньяте, 7-й граф де Кампо-Реаль.

1. Супруга — Мария Хосефа де ла Серда и Палафокс. Бездетен. Ему наследовал его младший брат

- Хосе Райниеро де Гусман и де ла Серда (1801—1891), 11-й граф де Кастронуэво, 22-й герцог де Нахера, 10-й маркиз де Кинтана-дель-Марко, 7-й маркиз де Гевара, 16-й граф де Оньяте. Холост и бездетен. Ему наследовал его младший сводный брат:

- Хуан Баутиста де Гусман и Кабальеро (? — 1895), 12-й граф де Кастронуэво, 23-й герцог де Нахера, 11-й маркиз де Кинтана-дель-Марко, 18-й граф де Тревиньо, 17-й граф де Оньяте. Холост и бездетьен. Ему наследовала его сводная сестра:

- Мария дель Пилар де Гусман и де ла Серда (1811—1901), 13-я графиня де Кастронуэво, 23-я герцогиня де Нахера, 12-я маркиза де Кинтана-дель-Марко, 12-я маркиза де Монтеалегре, 19-я графиня де Тревиньо, 17-я графиня де Оньяте, 16-я графиня де Паредес-де-Нава, 8-я маркиза де Гевара.

1. Супруг — Хуан де Савала и де ла Пуэнте (1804—1879), 1-й маркиз де Сьерра-Бульонес, 3-й маркиз де ла Пуэнте и Сотомайор, маркиз де Торребланка, 6-й граф де Вильясеньор. Ей наследовал их сын:

- Хуан де Савала и Гусман (1844—1910), 14-й граф де Кастронуэво, 25-й герцог де Нахера, 2-й маркиз де Сьерра-Бульонес, 13-й маркиз де Монтеалегре, 14-й маркиз де Кинтана-дель-Марко, 17-й граф де Паредес-де-Нава, 19-й граф де Оньяте, 20-й граф де Тревиньо.

1. Супруга — Каролина Сантамарка и Доната, 2-я маркиза де Сантамарка. Бездетен. Ему наследовал его младший брат:

- Луис де Савала и Гусман (1853—1915), 15-й граф де Кастронуэво, 16-й герцог де Нахера, 3-й маркиз де Сьерра-Бульонес, 14-й маркиз де Монтеалегре, маркиз Агилар-де-Кампоо, 18-й граф де Паредес-де-Нава, 20-й граф де Оньяте, граф де Кампо-Реаль, граф де Кастаньеда.

1. Супруга — Гильермина Эредия и Баррон. Брак был бездетен. Ему наследовала его племянница, дочь его сестры, Марии дель Пилар де Савала и Гусман, 4-й маркизы де Сьерра-Бульонес, 21-й графини де Оньяте, маркизы де Агилар-де-Кампоо, графини де Кастаньеда, и Вентуры Гарсия-Санчо и Ибаррондо (1837—1914), 1-го графа де Консуэгра.

- Мария дель Пилар Гарсия-Санчо и Савала (1864—1916), 16-я графиня де Кастронуэво, 27-я герцогиня де Нахера, 5-я маркиза де Сьерра-Бульонес, маркиза де Торребланка, 21-я маркиза де Агилар-де-Кампоо, 21-я графиня де Паредес-де-Нава, 22-я графиня де Тревиньо, 22-я графиня де Оньяте, графиня де Кастаньеда, графиня де Консуэгра.

1. Супруг — Леопольдо Трасеведо и Фернандес-Касарьего. Ей наследовал их сын:

- Хуан Баутиста Травеседо и Гарсия-Санчо (1890—1965), 17-й граф де Кастронуэво, 28-й герцог де Нахера, 14-й маркиз де Кинтана-дель-Марко, 22-й маркиз Агилар-де-Кампоо, 8-й маркиз де Торребланка, 22-й граф де Паредес-де-Нава, 6-й маркиз де Сьерра-Бульонес, 10-й граф де Кампо-Реаль, 23-й граф де Тревиньо, 23-й граф де Оньяте, 4-й граф де Консуэгра.

1. Супруга — Мария дель Кармен Мартинес де лас Ривас и Ричардсон. Ему наследовал их сын:

- Хуан Травеседо и Мартинес де лас Ривас (1923—1996), 18-й граф де Кастронуэво, 19-й герцог де Нахера, 7-й маркиз де Сьерра-Бульонес, 23-й граф де Паредес-де-Нава, 24-й граф де Тревиньо, 24-й граф де Оньяте, граф де Кампо-Реаль. Не женат и бездетен, ему наследовал его племянник, сын его брата Хосе Марии де Травеседо и Мартинес де лас Риваса (1924—1993), и Марии Эулалии Колон де Карвахаль и Марото (род. 1924):

- Хуан Травеседо и Колон де Карвахаль (род. 1949), 19-й граф де Кастронуэво, 30-й герцог де Нахера, 15-й маркиз де Кинтана-дель-Марко, 15-й граф де Оньяте, 24-й граф де Паредес-де-Нава, 25-й граф де Тревиньо, 6-й граф де Консуэгра, граф де Кампо-Реаль.

1. Супруга — Анна Мария Хулия и Диего де Ривера, дочь Камило Хулии де Бакарди и Марии де лос Долорес Диес де Риверы, 7-й графини де Альмодовар. Ему наследовал их сын:

- Гонсало Травеседо и Хулия (род. 1989), 20-й граф де Кастронуэво.